# Ковава
Ковава (мокш., Ерз.: ков «місяць», ава «жінка») — богиня Місяця в мордовській міфології.
У творах усної народної творчості мордви зазвичай виступає разом з Чіпазом: «Вперед подивилася — виходить Чіпаз годувальник, тому подивилася — йде Ковпаз матінка». «Побачивши вперше новий місяць, кланяються і просять його, щоб послав їм під час свого уряду щастя». Припускаючи, що від Ковава залежить здоров'я людини, і нині люди похилого віку з мордви поклоняються їй у молодик і просять: «Новий місяць, дай мені доброго здоров'я, а тобі — здорового хліба з сільницею солі…». Вважалося, що той, хто першим побачить новий місяць, буде щасливим протягом місяця.